# Kohautia cynanchica
Kohautia cynanchica är en måreväxtart som beskrevs av Dc.. Kohautia cynanchica ingår i släktet Kohautia och familjen måreväxter. Inga underarter finns listade i Catalogue of Life.